# روجر ليتش
روجر ليتش (بالإنجليزية: Roger Leach)‏ (21 سبتمبر 1853 - 21 أبريل 1889) هو لاعب كريكت بريطاني (وحمل سابقاً جنسية المملكة المتحدة لبريطانيا العظمى وأيرلندا).